# José Américo de Almeida
José Américo de Almeida (Areia, 10 de janeiro de 1887 — João Pessoa, 10 de março de 1980), também chamado de Zé Américo, foi um romancista, ensaísta, poeta, cronista, político, advogado, professor universitário, folclorista e sociólogo brasileiro.

## Biografia
Formou-se em direito pela Faculdade de Direito do Recife em 1908, tendo sido promotor público da comarca do Recife, promotor público da comarca de Sousa na Paraíba, procurador-geral do estado da Paraíba aos vinte e quatro anos, secretário de governo, deputado federal e interventor. Foi ministro da Viação e Obras Públicas nos dois governos de Getúlio Vargas, senador, ministro do Tribunal de Contas da União, governador da Paraíba, fundador da Universidade Federal da Paraíba e seu primeiro reitor. Apoiou a Revolução de 1930 e era conhecido como eminência civil da Revolução no Nordeste.
Em 1934, conheceu o jovem tenente Ernesto Geisel, quando este era secretário da Fazenda, Agricultura e Obras Públicas da Paraíba, a quem teria oferecido uma cadeira de deputado federal. Geisel recusou, alegando gostar da vida militar. José Américo logo depois foi nomeado embaixador no Vaticano.
Américo chegou a ser pré-candidato à Presidência da República, apoiado por Vargas para as eleições de 1938, porém as mesmas não aconteceram, em razão do autogolpe dado por Getúlio em 1937, que deu início ao período do Estado Novo. No final do governo Vargas, em 1945, conseguiu o restabelecimento da liberdade de imprensa. Participou de mais de um partido político, como a União Democrática Nacional (1947–1950) e, posteriormente, o Partido Libertador (1950).
Destacou-se no cenário nacional com a publicação de A bagaceira (1928), romance inaugural do chamado Romance de 30.
Em 16 de julho de 1973 esteve com o já presidente eleito Ernesto Geisel, a quem aconselhou manter o Ato Institucional Número Cinco para segurança das instituições. José Américo era conhecido por trazer má sorte e nas notas datilografadas que ele deixou com Geisel, o ministro Golbery escreveu "bater três vezes na madeira".

## Academia Brasileira de Letras
Foi o quinto ocupante da cadeira 38 da Academia Brasileira de Letras, tendo sido eleito em 27 de outubro de 1966, na sucessão de Maurício Campos de Medeiros, e recebido pelo acadêmico Alceu Amoroso Lima em 28 de junho de 1967.

## Obras literárias
- Reflexões de uma cabra, 1922
- A Paraíba e seus problemas, 1923
- A bagaceira, 1928
- O boqueirão, 1935
- Coiteiros, 1935
- Ocasos de sangue, 1954
- Discursos de seu tempo, 1964
- A palavra e o tempo, 1965
- O ano do nego, 1968
- Eu e eles, 1970
- Quarto minguante, 1975
- Antes que me esqueça, 1976
- Sem me rir, sem chorar, 1984

## Documentário
O documentário "O Homem de Areia" (1981) de Vladimir Carvalho, conta a trajetória de vida de José Américo de Almeida. Pouco depois do início, Jorge Amado e sua esposa aparecem e homenageiam José Américo e sua obra A Bagaceira. Amado diz que se não tivesse lido o livro de José Américo, não teria escrito Cacau.
José Américo concede uma longa entrevista na qual responde perguntas sobre momentos históricos da política do país que testemunhou e protagonizou, iniciando com a crise na Paraíba que culminou com o assassinato do presidente João Pessoa. Afirma que, como político, não era eficiente no dia a dia dos governos, mas conseguia arregimentar e aglutinar as massas com seus discursos em praça pública. Cita a frase de sua autoria "Vamos fazer a política dos pobres, pois a dos ricos já está feita". O escritor Ariano Suassuna aparece em breve depoimento comentando os fatos narrados por José Américo (de quem era adversário político) em suas memórias sobre João Dantas (que assassinou João Pessoa). José Américo também fala sobre Luis Carlos Prestes. Disse que a Coluna Prestes só fazia inimigos por onde passou no Nordeste, já que seus integrantes constantemente roubavam bens da população simples.
Outra personalidade com quem o escritor conviveu foi Getúlio Vargas. Após chegar ao poder após a Revolução de 1930, José Américo sofreu um golpe de Getúlio ao ter a sua candidatura ao Governo em 1937 impedida pela instalação do Estado Novo. Em 1945, José Américo deu uma entrevista em favor da liberdade da imprensa e, diante da repercussão havida, conta que Getúlio achou que ele contasse com uma grande força por trás, o que teria favorecido a saída do ditador do governo pouco tempo depois. Em 1954, José Américo, que reatara com Getúlio e assumira um ministério, era favorável à renúncia, quando recebeu a notícia do suicídio do Presidente. Já nos anos finais da vida, quando se falava em abertura política, José Américo foi indagado sobre a reforma agrária e a distribuição das terras banhadas pelos açudes - construções sobre as quais se dizia que só beneficiavam as terras dos grandes proprietários nordestinos.